# Gisèle (fille de Charlemagne)
Pour les articles homonymes, voir Gisèle.
Gisela ou Gisèle (781 – après 800) était une fille de Charlemagne et de son épouse Hildegarde. On lui donna le nom de sa tante Gisèle, sœur de Charlemagne, et abbesse de Chelles, avec laquelle il ne faut pas la confondre.
Selon Eginhard, elle fut baptisée en 781 par l'évêque de Milan, Thomas, alors que son père revenait de Rome en France.